# Elapomorphus wuchereri
Elapomorphus wuchereri é uma espécie de serpente da família Dipsadidae. Possivelmente será afetada pelas obras da Ferrovia Leste-Oeste e pelo Porto Sul em Ilhéus.

## Distribuição e ecologia
É endêmica do Brasil, ocorrendo apenas no sul do estado da Bahia e no norte do Espírito Santo.
São serpentes florestais, de hábitos diurnos e noturnos, que se alimentam de anfisbênias e de outras serpentes.

## Etimologia
A espécie foi nomeada em homenagem a Otto Heinrich Eduard Wucherer.

## Publicação original
- Günther, A. (1861). «Account of the reptiles sent by Dr. Wucherer from Bahia». Annals and Magazine of Natural History (em inglês). 7 (Third Series): 412-417